# Sans soleil (film, 2021)
Pour les articles homonymes, voir Sans soleil (homonymie).
Pour plus de détails, voir Fiche technique et Distribution.
Sans soleil est un film dramatique et dystopique néerlando-franco-belge réalisé par la cinéaste belgo-turque Banu Akseki et sorti en 2021. 
Le titre est une référence au documentaire homonyme de Chris Marker, sorti en 1983.
Le film a été présenté en avant-première le 20 octobre 2021 au Festival international du film de São Paulo.

## Fiche technique
- Titre français : Sans soleil[3]
- Réalisation : Banu Akseki
- Scénario : Freddy Malonda
- Photographie : Olivier Boonjing
- Montage : Nicolas Rumpl
- Décors : Alice De Vestele
- Production : Violaine Barbaroux, Christophe Hollebeke, Jascha Meijer, Mathieu Pereira, Jean-Yves Roubin, Bart Van Langendonck, Denis Vaslin, Cassandre Warnauts
- Société de production : Volya Films, Savage Film, The Jokers Films, Frakas Productions
- Pays de production :  France -  Belgique -  Pays-Bas
- Langue originale : français
- Format : couleurs - 2,20:1
- Genre : film dramatique et dystopique, science-fiction
- Durée : 99 minutes
- Dates de sortie :
  - Brésil : 20 octobre 2021 (Festival international du film de São Paulo)

## Distribution
- Asia Argento : Léa
- Astrid Whettnall : Emmanuelle
- Louka Minnella : Joey[4]
- Sandrine Blancke : la femme
- Samuel Di Napoli : Mathias
- Jean-Benoît Ugeux : Jean-Marc
- Ekin Corapci : Maissa

## Accueil critique
« On aimerait trouver dans cette dystopie tournée avant le Covid des échos de la singulière expérience collective que l'on a traversée ces deux dernières années. Le réalisateur recherche l'expérience sensorielle, négligeant ses personnages et l'implication du spectateur. Son ambition thématique est grande, de l'ampleur de celle d'un Terrence Malick. Mais la barre est haut, trop haut, pour un jeune auteur qui expérimente encore lui-même son style et n'a manifestement pas totalement cerné son propos. Le brouillon est de belle facture, mais malheureusement hermétique. »

— Alain Lorfèvre